# Australian Prescriber
Australian Prescriber, abgekürzt Aust. Prescr., ist eine wissenschaftliche Fachzeitschrift, die vom National Prescribing Service veröffentlicht wird. Die Zeitschrift hat sich die Aufgabe gestellt, unabhängig über die Verordnung von Arzneimitteln zu berichten.
Der Impact Factor wurde letztmals im Jahr 2013 ermittelt, damals lag er bei 0,381. Nach der Statistik des ISI Web of Knowledge wurde das Journal mit diesem Impact Factor in der Kategorie Pharmakologie und Pharmazie an 239. Stelle von 256 Zeitschriften und in der Kategorie allgemeine und innere Medizin an 131. Stelle von 156 Zeitschriften geführt.